# Gmelina arborea
Melina o gamhar (Gmelina arborea) es un árbol caducifolio de la familia Lamiaceae, nativo de los bosques de la India y el sudeste de Asia, situados a menos de 1.500 m de altitud. Ha sido introducido en Sierra Leona, Nigeria, Centroamérica y Sudamérica.

## Ecología
Su hábitat natural son los bosques mixtos, donde se encuentra asociado con otros árboles, como la teca (Tectona grandis), el sadar o laurel de la India (Terminalia tormentosa) y varias latifoliadas y bambués. Prefiere valles húmedos y fértiles con 1.000 a 4.500 mm anuales de precipitación, preferentemente más de 2.000 mm y a menos de 900 m de altitud, de todos modos por debajo de 1.500 m s. n. m.. No prospera en terrenos mal drenados y se atrofia en los suelos secos, muy arenosos o pobres; la sequía lo reduce a una forma arbustiva.
Es comúnmente plantado en jardines y avenidas; se le ve en las aldeas a lo largo de las tierras agrícolas y en terrenos baldíos. Requiere mucha luz solar; tiene buena capacidad para recuperarse de las heladas. Las plantas jóvenes necesitan una protección de los venados y del ganado.

## Descripción

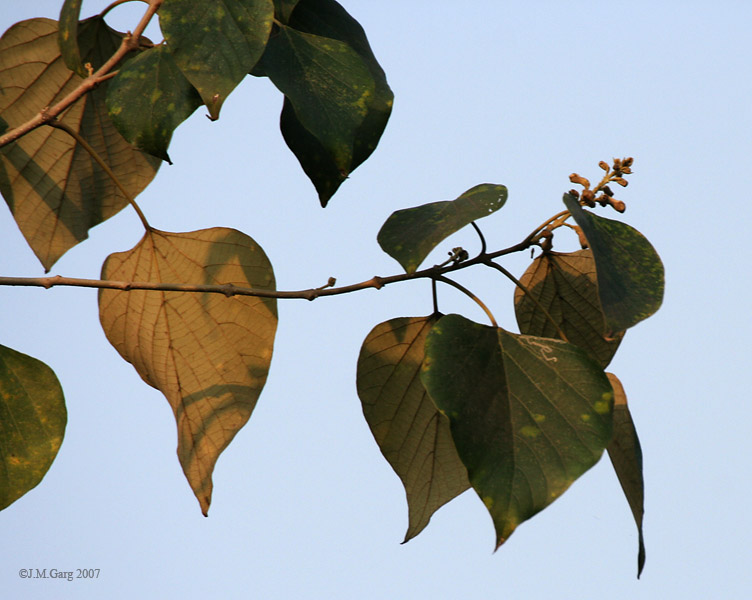
Hojas, en Calcuta, Bengala Occidental, India.

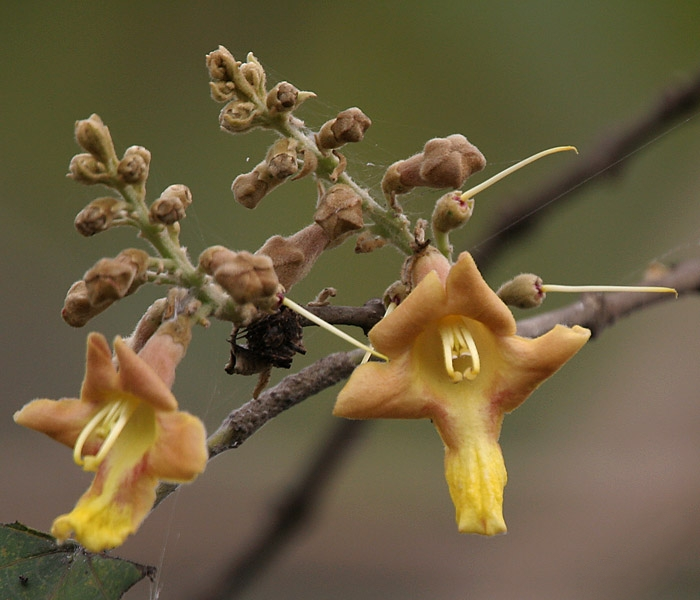
Flor en Calcuta, Bengala Occidental, India.

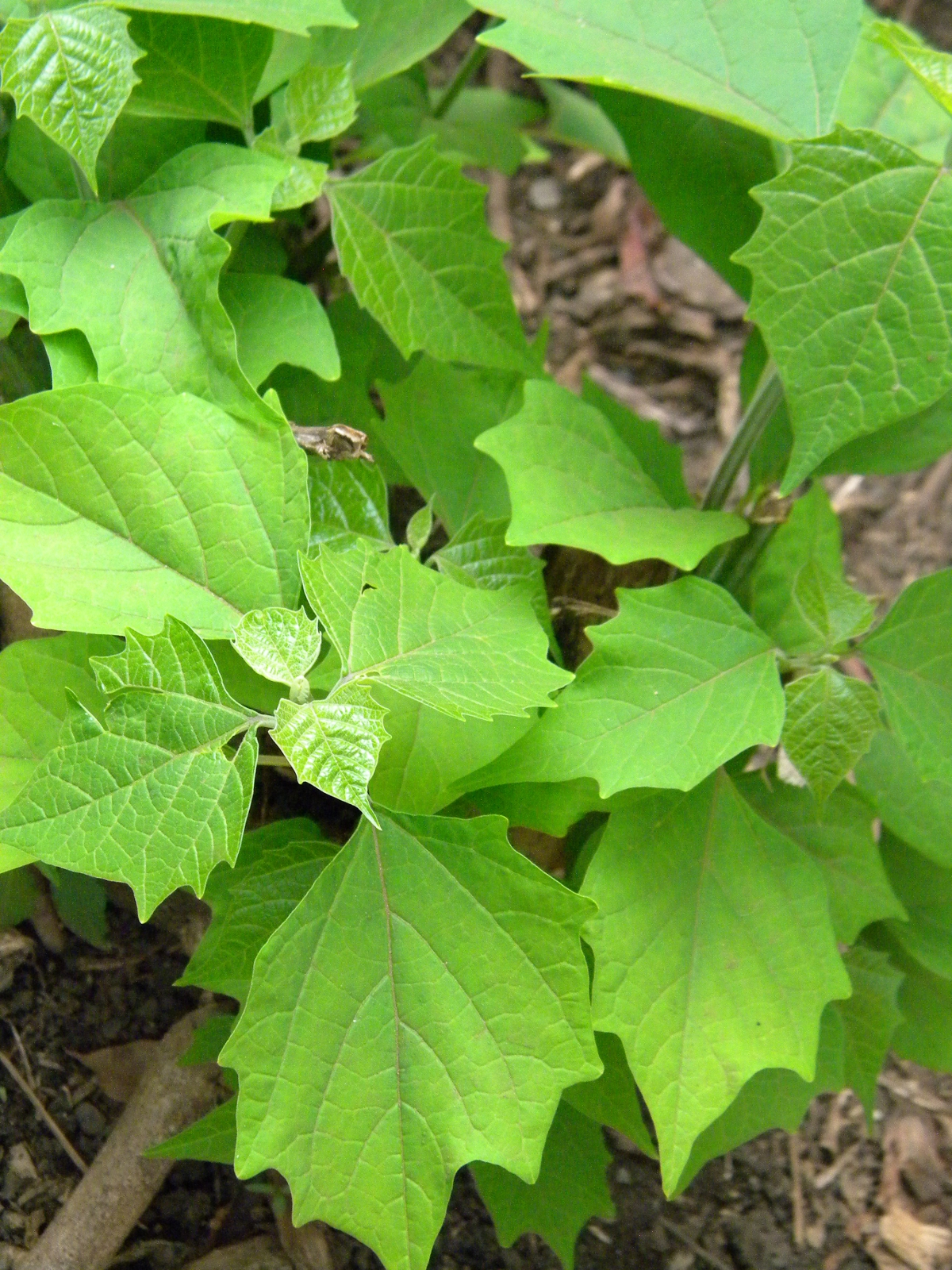
Hojas

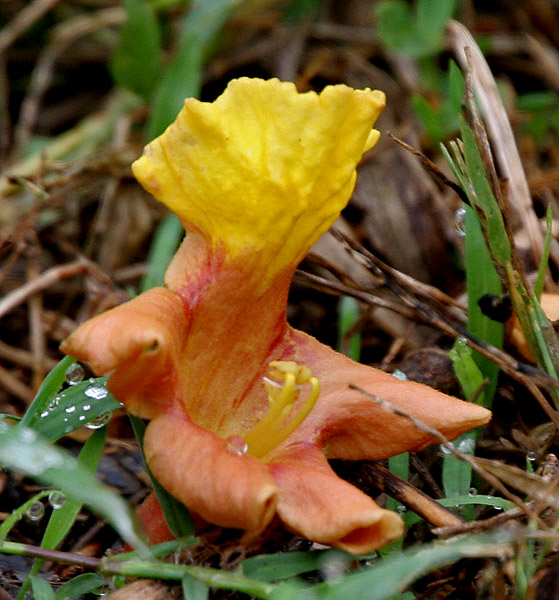
Detalle de la flor caída

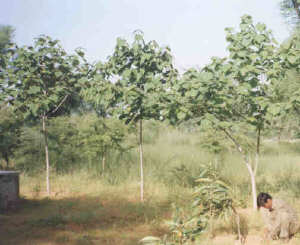
Vista de los árboles en su hábitat

Es un árbol de rápido crecimiento que alcanza 30 m de altura, 50 a 80 cm de diámetro del tronco y una circunferencia de las ramas con diámetro de 1,2 a 4 m. La madera bajo la corteza es de color amarillo pálido a crema o beige, cuando está fresca, mudando a color marrón amarillento cuando queda expuesta y es suave a moderadamente dura, ligera a moderadamente pesada, brillante cuando está fresca. El fruto tiene hasta 2,5 cm de largo, verde, suave y oscuro, se vuelve amarillo cuando está maduro y tiene un aroma afrutado.

## Usos

### Madera
Es maderable. Como tal se ha difundido su plantación comercial como monocultivo, rentable por su crecimiento rápido y expansivo. La madera es razonablemente fuerte para su peso. Se utiliza en construcciones, muebles, coches, artículos deportivos, instrumentos musicales y prótesis. Una vez seca, se trata de una madera muy estable, moderadamente resistente a podrirse y va desde muy resistente a moderadamente resistente a las termitas.
Su madera es muy estimada para puertas, paneles de ventanas y muebles, especialmente para los cajones, roperos, armarios, muebles de cocina y campamento, y los instrumentos musicales debido a su estabilidad, poco peso y durabilidad. También se utiliza para artículos de madera curvada. En la construcción de barcos se usa para las cubiertas y los remos. Es una madera popular para los cuadros y los marcos, artículos torneados y varios tipos de pinceles, brochas y juguetes; también para cinceles, limas, sierras, destornilladores y hoces También se utiliza para la fabricación de cajas de té y enchapadados, pizarras, el núcleo del marco y las bandas de persianas. Es ampliamente utilizada para la fabricación de mesas de dibujo, mesas de avión, cajas de instrumentos y escalas. También se utiliza para fabricar extremidades artificiales y raquetas de tenis. Se utiliza también para hacer de astillas para tríplex y para fabricar papel.

### Forraje
Las hojas contienen un 11,9 % de proteína cruda y se les considera un buen forraje para el ganado y sirve de alimento para el gusano de seda.

### Planta medicinal
La medicina tradicional le atribuye varias propiedades medicinales. La raíz y la corteza se usan como laxante estomacal, antihelmíntico, galactogoga, estimulante del apetito y para el ayudar en tratamiento de hemorroides, dolores abdominales, sensación de ardor, fiebre, 'tridosha y descarga urinaria. Un emplaste de las hojas se aplica para aliviar el dolor de cabeza y su jugo se utiliza para lavado de las úlceras externas. Las flores son astringentes y se aplican para aliviar las enfermedades de la sangre y la lepra. El fruto también es astringente, es considerado diurético, afrodisíaco, y se usa para promover el crecimiento del cabello, la contra la anemia, la lepra, la úlcera y flujo vaginal. Una decocción de la raíz y la corteza es administrada en el tratamiento de mordeduras de serpiente o picadura de escorpión.
Química
Lignanos, tales como 6“ - bromo - isoarboreol, 4-hydroxysesamin, 4,8-dihydroxysesamin, 1,4-dihydroxysesamin (gummadiol), 2-piperonyl-3-hydroxymethyl-4-(α-hydroxy-3,4-methylenedioxybenzyl)-4-hydroxytetrahydrofuran and the 4-O-glucósido de 4-epigummadiol, e puede aislar del duramen de Gmelina arborea. Los compuestos principales son arboreol o gmelanone.
Umbelliferona 7-apiosylglucosida puede ser aislado de la raíz.
Cinco componentes, aislados del duramen de G. arborea, (+)-7′-O-ethyl arboreol, (+)-paulownin, (+)-gmelinol, (+)-epieudesmin and (−)-β-sitosterol, muestran la actividad antifúngica frente a Trametes versicolor.

## Taxonomía
Gmelina arborea fue descrita por William Roxburgh  y publicado en The Cyclopaedia; or, universal dictionary of arts, . . . 16: Gmelina 4. 1810.
Sinonimia
- Gmelina rheedei Hook.
- Gmelina sinuata Link[9]